# Bertoldo III di Zähringen
Berthold III di Zähringen (1085 – Molsheim, 3 maggio 1122) fu duca di Zähringen.

## Biografia
Era figlio di Bertoldo II di Zähringen e di Agnese di Rheinfelden. Nel 1120 assieme al fratello Corrado fondò la città di Friburgo in Brisgovia.
Nel 1111 Bertoldo assunse la reggenza dal padre, Bertoldo II. Sostenne l'imperatore Enrico V ed ebbe un ruolo di rilievo nel concordato di Worms, nel 1122. Bertoldo III sposò Sofia di Baviera, figlia di Enrico il Nero.
Venne ucciso durante una campagna contro la città di Molsheim. La data di morte potrebbe essere il 19 febbraio, il 3 maggio, o più probabilmente, il 9 dicembre. Gli succedette il fratello Corrado I. Questo successivamente lo fece seppellire assieme al padre nel monastero di san Pietro nella Foresta Nera.

## Ascendenza
|                           |                     |                  | Genitori             |  |  | Nonni |  |  | Bisnonni                  |  |  | Trisnonni |  |
|                           |                     |                  |                      |  |  |       |  |  | Bezelino di Villingen (?) |  |  | …         |  |
|                           |                     |                  |                      |  |  |       |  |  | Bezelino di Villingen (?) |  |  | …         |  |
|                           |                     | …                |                      |  |  |       |  |  | Bezelino di Villingen (?) |  |  |           |  |
| Bertoldo I di Zähringen   |                     |                  |                      |  |  |       |  |  | Bezelino di Villingen (?) |  |  |           |  |
|                           |                     | …                | …                    |  |  |       |  |  |                           |  |  |           |  |
|                           |                     | …                | …                    |  |  |       |  |  |                           |  |  |           |  |
|                           |                     | …                | …                    |  |  |       |  |  |                           |  |  |           |  |
| Bertoldo II di Zähringen  |                     | …                |                      |  |  |       |  |  |                           |  |  |           |  |
|                           |                     | …                | …                    |  |  |       |  |  |                           |  |  |           |  |
|                           |                     | …                | …                    |  |  |       |  |  |                           |  |  |           |  |
|                           |                     | …                | …                    |  |  |       |  |  |                           |  |  |           |  |
| Richwara di Carinzia      |                     | …                |                      |  |  |       |  |  |                           |  |  |           |  |
|                           |                     | …                | …                    |  |  |       |  |  |                           |  |  |           |  |
|                           |                     | …                | …                    |  |  |       |  |  |                           |  |  |           |  |
|                           |                     | …                | …                    |  |  |       |  |  |                           |  |  |           |  |
| Bertoldo III di Zähringen |                     | …                |                      |  |  |       |  |  |                           |  |  |           |  |
|                           | Kuno di Rheinfelden | …                |                      |  |  |       |  |  |                           |  |  |           |  |
|                           | Kuno di Rheinfelden | …                |                      |  |  |       |  |  |                           |  |  |           |  |
|                           | Kuno di Rheinfelden | …                |                      |  |  |       |  |  |                           |  |  |           |  |
| Rodolfo di Svevia         | Kuno di Rheinfelden |                  |                      |  |  |       |  |  |                           |  |  |           |  |
|                           |                     | …                | …                    |  |  |       |  |  |                           |  |  |           |  |
|                           |                     | …                | …                    |  |  |       |  |  |                           |  |  |           |  |
|                           |                     | …                | …                    |  |  |       |  |  |                           |  |  |           |  |
| Agnese di Rheinfelden     |                     | …                |                      |  |  |       |  |  |                           |  |  |           |  |
|                           |                     | Oddone di Savoia | Umberto I Biancamano |  |  |       |  |  |                           |  |  |           |  |
|                           |                     | Oddone di Savoia | Umberto I Biancamano |  |  |       |  |  |                           |  |  |           |  |
|                           |                     | Oddone di Savoia | Ancilia d'Aosta      |  |  |       |  |  |                           |  |  |           |  |
| Adelaide di Savoia        |                     | Oddone di Savoia |                      |  |  |       |  |  |                           |  |  |           |  |
|                           |                     | Adelaide di Susa | Olderico Manfredi II |  |  |       |  |  |                           |  |  |           |  |
|                           |                     | Adelaide di Susa | Olderico Manfredi II |  |  |       |  |  |                           |  |  |           |  |
|                           |                     | Adelaide di Susa | Berta di Milano      |  |  |       |  |  |                           |  |  |           |  |
|                           |                     | Adelaide di Susa |                      |  |  |       |  |  |                           |  |  |           |  |